# Élection présidentielle de 2026 en république du Congo
L’élection présidentielle de 2026 en république du Congo se tiendra le 22 mars 2026 afin d'élire le président de la République pour un mandat de cinq ans. Elle s’inscrit dans le système politique congolais, dans lequel le président est élu au suffrage universel direct, au moyen d’un scrutin majoritaire à deux tours si nécessaire.

## Contexte

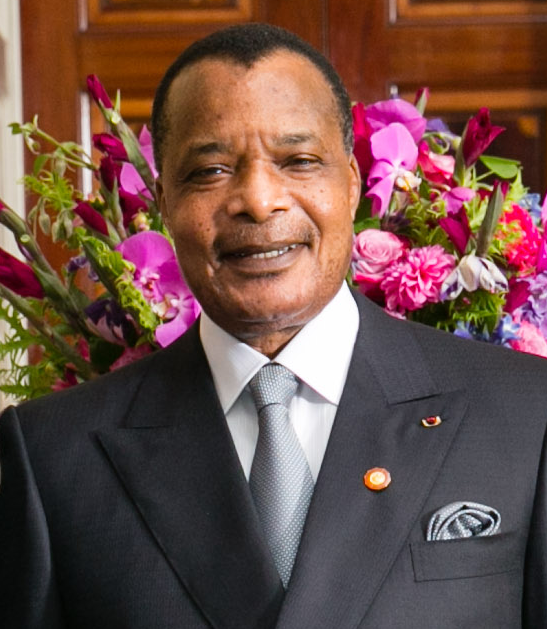
Denis Sassou-Nguesso 2014

Denis Sassou-Nguesso est le président de la république du Congo depuis 1997, après une première période de pouvoir entre 1979 et 1992. Il a été réélu à plusieurs reprises, notamment en 2002, 2009, 2016 et 2021. 
En 2015, un référendum constitutionnel a supprimé la limite d’âge (70 ans) pour les candidats à la présidence, ce qui permet à Denis Sassou-Nguesso, âgé de 81 ans en 2025, de briguer un nouveau mandat.
La scène politique congolaise est marquée par une forte majorité du Parti congolais du travail (PCT) et un paysage d’opposition fragmenté mais qui tente de se regrouper pour présenter une alternative. 
En 2023, plusieurs partis d’opposition, dont le Rassemblement pour la démocratie et le développement (RDD), le Mouvement républicain (MR) et le Parti du peuple (PAPE), ont formé l’Alliance pour l’Alternance Démocratique en 2026 (2AD2026) dans l’optique de contester l’élection.
Le scrutin est fixé au 22 mars 2026, avec un vote anticipé réservé aux militaires cinq jours auparavant. En amont de la campagne, plusieurs formations politiques et observateurs internationaux soulignent que cette élection sera un test important pour la crédibilité démocratique du pays, déjà critiquée pour des atteintes aux droits politiques dans le passé. 

## Système électoral
Le président de la république du Congo est élu au scrutin uninominal majoritaire à deux tours pour un mandat de cinq ans renouvelable deux fois. Est élu le candidat qui réunit la majorité absolue des suffrages exprimés au premier tour. À défaut, les deux candidats arrivés en tête s'affrontent lors d'un second tour organisé vingt et un jours après la proclamation des résultats du premier par la Cour constitutionnelle, et celui réunissant le plus de suffrages est déclaré élu.

## Candidats
Le président sortant Denis Sassou-Nguesso est pressenti pour être candidat à sa propre succession. Il bénéficie notamment d’un large soutien populaire au sein de la majorité, avec des appels à candidature et des campagnes de mobilisation en sa faveur.
Du côté de l’opposition, des figures comme Destin Gavet, candidat du Mouvement républicain, se positionnent comme des alternatives au régime en place, appelant au changement politique. Le rassemblement de plusieurs partis d’opposition vise à améliorer la compétitivité de l’élection face au candidat sortant.
L’ancien chef rebelle Frédéric Bintsamou, alias Pasteur Ntumi, a reçu l’investiture due son parti, le Conseil national des républicains (CNR) le 19 juillet 2025.
Par ailleurs, l’opposant Lassy Mbouity, leader des Socialistes congolais, a annoncé sa candidature mais a été victime d’un enlèvement en mai 2025, soulignant les tensions politiques pré-électorales. 
Denis Christel Sassou Nguesso, fils du président, est aussi une figure politique montante, élu récemment à l’Assemblée nationale, ce qui alimente les spéculations sur une possible succession dynastique.